# Megara (špilja kod Hadžića)
Megara (poznata i kao Kuvija) je pećina u općini Hadžići, jugozapadno od Sarajeva, BiH. Smještena je kod mjesta Gornji Bioč, a u blizini je i izletište Lanište od kojeg do Megare vodi uređena staza.
Nalazi se u zapadnom dijelu sklopa planine Bjelašnice. Ulaz u pećinu nalazi se na 1290 metara nadmorske visine. Čini ju jedan kanal dužine 220 metara. Završava dvoranom širokom 27 i dugom 40 metara s visinom preko 13 metara Godine 1892. vršena su iskapanja, koja je obavio češki arheolog i kemičar František Fiala iz Zemaljskog muzeja u Sarajevu. Tom prilikom su pronađene kosti pećinskog medvjeda. Kosti lubanje su najveće poznate u ovom dijelu Europe. Zbog toga je ovu pećinu kasnije istraživao hrvatski geolog i paleontolog Dragutin Gorjanović-Kramberger, dok je 1970. godine iskopavanja vršio i Mirko Malez s Instituta za geologiju kvartata iz Zagreba. Pećina je poznata i po jednom stalagmitu koji podsjeća na lava. Ovdje je, krajem 19. stoljeća, nastala prva fotografija u unutrašnjosti neke pećine u BiH.